# Río Yacuma
Río Yacuma är ett vattendrag i Bolivia.   Det ligger i departementet Beni, i den norra delen av landet, 600 km norr om huvudstaden Sucre.
Omgivningen kring Río Yacuma är huvudsakligen savann. Området är nästan obefolkat, med mindre än två invånare per kvadratkilometer.